# Yoron jezik
Yoron jezik (ISO 639-3: yox), japanski jezik južne amami-okinavske podskupine rjukjuanskih jezika, kojim govori oko 950 (2004) na otoku Yoron u Japanu, prefektura Kagoshima.
Razumljivost s drugim rjukjuanskm jezicima je općenito nemoguća ili vrlo teška. U upotrebi je i japanski [jpn]. Govore ga uglavnom starije osobe

## Vanjske poveznice
- Ethnologue (14th)
- Ethnologue (15th)